# 纳斯拉
纳斯拉（Nasra），是印度西孟加拉邦Nadia县的一个城镇。总人口10560（2001年）。

## 人口
该地2001年总人口10560人，其中男性5237人，女性5323人；0—6岁人口991人，其中男491人，女500人；识字率77.25%，其中男性为82.91%，女性为71.69%。